# مارسلا کوبالچیکوا
مارسلا کوبالچیکوا (به انگلیسی: Marcela Kubalčíková) (زادهٔ ۲۳ آوریل ۱۹۷۳) شناگر اهل جمهوری چک است.